# 生態赤字
生態赤字是用以描述一個地方的資源消耗及製造垃圾的程度超出當地可持續的自然生態產出能力及納污能力。生態赤字亦被用於表達生產某個群落（例如一個城市）所耗用的資源所需的土地面積（即其生態足印）與其實際佔用的土地面積之間的差別。

當一個群落的「足印」超出其佔用區域的生物承載力，生態赤字就會出現。相反地，一個區域的生物承載力高過居於該區的群落的「足印」時就會出現生態儲備。假如有區域性或國家層面的生態赤字，即代表該區域正通過貿易進口生物承載力，又或者正在清空該區域的生態資產。相比之下，全球性的生態赤字不可能透過貿易彌補，故情況就等於人口過多。

## 請參閱
- 環境承載力
- 生態負債
- 碳負債
- 資源效益
- 自然資本